# All Hope Is Gone
| 전문가 평가          | 전문가 평가 |
| 총 점수              | 총 점수     |
| 출처                 | 점수        |
| -------------------- | ----------- |
| 메타크리틱           | 68/100      |
| 평가 점수            |             |
| 출처                 | 점수        |
| About.com            | [ 2 ]       |
| AllMusic             | [ 3 ]       |
| Billboard            | [ 4 ]       |
| Blabbermouth.net     | 7.5/10      |
| Entertainment Weekly | B+          |
| The Guardian         | [ 7 ]       |
| Hot Press            | [ 8 ]       |
| IGN                  | 8.1/10      |
| Kerrang              | [ 10 ]      |
| Spin                 | 7/10        |

《All Hope Is Gone》은 로드러너 레코드에서 2008년 8월 26일에 발매한 미국의 헤비 메탈 밴드 슬립낫의 네 번째 스튜디오 음반이다. 이 음반은 CD 케이스에 담긴 스탠다드 음반과 스페셜 에디션 두 가지 버전으로 발매되었으며, 보너스 트랙 3곡, 40페이지 분량의 소책자, 음반 녹음 다큐멘터리가 담긴 보너스 DVD가 포함된 6겹 디지팩으로 포장되어 있다. 57분 57초의 러닝타임을 자랑하는 슬립낫의 스튜디오 음반으로, 2022년 《The End, So Far》에 이어 두 번째로 짧은 길이의 음반이다. 음반 발매 후 거의 2년 만인 2010년 5월 24일, 아이오와 호텔에서 숨진 채 발견된 두 명의 오랜 멤버 베이시스트이자 창립 멤버 폴 그레이와 2013년 12월에 그룹을 떠난 드러머 조이 조디슨이 함께한 《Iowa》 시대의 마지막 스튜디오 음반이기도 하다.
음반 준비는 2007년에 시작되었고, 녹음은 2008년 2월에 밴드의 고향인 아이오와주에서 시작되었다. 음반이 발매되기 전, 슬립낫은 다양한 웹사이트를 통해 음반의 홍보 이미지와 오디오 샘플 시리즈를 공개했다. 《All Hope Is Gone》은 발매 당시 밴드에서 가장 절충적인 사운드의 음반으로 꼽혔으며, 이전 세 음반의 요소를 결합했다. 음반에는 슬립낫이 누 메탈 장르에서 그루브 메탈 스타일로 나아가는 모습이 담겨 있다. 오프닝 트랙 〈Gematria (The Killing Name)〉와 타이틀곡과 같은 노래는 데뷔 자작 음반의 노래를 연상시키는 밴드의 더 잔인하고 데스 메탈의 영향을 받은 엣지, 두 번째 음반 《Iowa》의 〈Skin Ticket〉을 연상시키는 〈Gehenna〉와 같은 느리게 불타는 "몽롱한" 요소, 그리고 〈Dead Memories〉와 〈Snuff〉와 같은 비극적이고 감성적인 트랙을 연상시킨다. 서정적으로 《All Hope Is Gone》은 분노, 불만, 집착, 음악 산업과 같은 주제를 중심으로 한다. 음반명도 이전 음반보다 정치에 더 중점을 둔 것이 특징이다. 슬립낫은 월드 투어와 메이헴 페스티벌에서 《All Hope Is Gone》을 홍보했다. 비평가들의 호평을 받은 이 음반은 빌보드 200을 포함해 전 세계 9개 음반 차트에서 최고 순위에 올랐다. 2010년 8월 10일, 미국에서 1,000,000장 이상의 음반을 출하하여 미국 음반 산업 협회로부터 플래티넘 인증을 받았다..

## 녹음
《All Hope Is Gone》을 위한 준비는 2007년에 시작되었다. 드러머 조이 조디슨은 "가능한 한 많은 자료를 선택할 수 있도록 가능한 한 많은 자료를 데모하라고 말했다"라고 설명했다. 2008년 2월, 슬립낫은 프로듀서 데이브 포트먼과 함께 아이오와주 자메이카에 있는 사운드 팜 스튜디오에 들어갔다. 《All Hope Is Gone》은 이 밴드의 첫 번째 음반으로, 고향인 아이오와주에서 작곡 및 녹음되었다. 베이시스트 폴 그레이는 이전 음반 제작이 진행되던 로스앤젤레스에서 산만함이 너무 많았기 때문에 밴드가 아이오와주에서 녹음을 결정했다고 설명했다. 또한 밴드는 집에서 가까운 것이 사고방식에 좋다고 말했고, 보컬리스트 코리 테일러는 매일 밤 아들을 만나기 위해 집으로 차를 몰고 돌아갔다. 슬립낫의 이전 발매와 달리 음반의 작사 과정에는 30곡 이상을 작곡한 9명의 밴드 멤버가 모두 참여했다. 조디슨은 "밴드가 정점에 이르렀다고 말해야 하는데, 이제 모든 사람이 작곡 과정에 완전히 참여했으며 아름다운 일이다"라고 말했다. 테일러는 작사 과정에 약간의 문제가 있다고 느꼈지만, 슬립낫의 모든 음반 제작에 갈등이 있었으며 밴드가 갈등이 창의력을 발휘하는 데 도움이 된다는 사실을 깨닫고 이를 수용하게 되었다고 언급했다. 테일러와 기타리스트 짐 루트는 키보드 연주를 하는 시드 윌슨, 타악기 연주자 숀 크레이언과 함께 "경쾌하고 예술적인 음반"을 작업했다. 테일러는 또한 오래된 우물에서 "그냥 강렬했던 자연스러운 반향이 있었다"며 트래킹을 실험하기도 했다. 크레이언에 따르면 이 음반에는 어떤 실험 트랙도 수록되지 않았다. 하지만 그 중 하나인 〈Til We Die〉는 음반 스페셜 에디션에서 〈Child of Burning Time〉 및 이와 유사한 실험적인 블러드스톤 믹스인 〈Vermillion Pt. 2〉와 함께 보너스 트랙으로 등장한다. 이 트랙 〈Sulfur〉는 조디슨과 루트가 처음으로 함께 작업한 곡으로, 어느 날 저녁에 이 곡을 작곡했다.
많은 밴드 멤버들이 《All Hope Is Gone》에 대한 불만을 토로하며 이 음반이 가장 마음에 들지 않는 슬립낫 음반이라고 생각했다. 루트는 음반 제작 과정에 대한 불만을 느낀 후 "약간 서두르는 느낌이 들었습니다. 그리고 우리가 스케줄을 맞추기 위해 무언가를 하려는 것 같았는데, 저는 별로 마음에 들지 않았습니다."라고 말했다. 루트는 특히 음반의 프로듀서인 데이브 포트먼에게 실망하며 "데이브 포트먼은 프로듀서로서 릭 루빈을 높이 평가하는 데 큰 도움이 되었습니다. 포트먼은 9명의 사람들이 같은 페이지에 모일 수 없었고, 저에게는 슬립낫 음반을 만드는 데 있어 가장 중요한 것이었습니다."라고 말했다. 반대로 조디슨은 "드디어 슬립낫의 사운드를 원했던 음반이다"라고 말했다. 그는 이어서 포트먼의 음색에 찬사를 보내며 《All Hope Is Gone》을 밴드 최고의 음반으로 꼽았다. 《All Hope Is Gone》은 영국 밀로코의 엔진 룸 스튜디오에서 콜린 리처드슨이 믹싱했다.

## 상업적 성과
《All Hope Is Gone》은 빌보드 200 차트에서 1위로 데뷔한 슬립낫의 첫 번째 음반으로, 게임의 《LAX》를 1,134장이나 앞질렀다. 처음에 《빌보드》는 게임이 13장의 마진으로 1위를 차지했다는 기사를 게재했는데, 이 기사는 "1991년 사운드스캔이 데이터를 추적하기 시작한 이래 가장 박빙의 경쟁"이라고 설명했다. 12시간 후 다시 기사를 작성한 후 슬립낫은 239,516장을 판매하며 1위 자리를 차지했다. 《All Hope Is Gone》은 영국에서 2위로 데뷔했으며, 버브의 음반 《Forth》만 1위를 차지했다. 캐나다에서는 첫 주에 20,000장 이상 판매되었으며 캐나다 음반 차트에서 1위로 데뷔했다. 이 음반은 전 세계 8개 차트에서도 1위로 데뷔했다.

## 곡 목록
모든 곡들은 특별한 언급이 없는 한 코리 테일러, 믹 톰슨, 숀 크레이언, 크레이그 존스, 짐 루트, 크리스 펜, 폴 그레이, 조이 조디슨 그리고 시드 윌슨에 의해 작사/작곡하였다.
| #   | 제목                            | 작사·작곡                          | 재생 시간 |
| --- | ------------------------------- | ---------------------------------- | --------- |
| 1.  | 〈.execute.〉                   | 테일러, 크레이언                   | 1:49      |
| 2.  | 〈Gematria (The Killing Name)〉 |                                    | 6:02      |
| 3.  | 〈Sulfur〉                      | 조디슨, 루트                       | 4:38      |
| 4.  | 〈Psychosocial〉                | 조디슨, 그레이, 테일러             | 4:44      |
| 5.  | 〈Dead Memories〉               | 테일러                             | 4:30      |
| 6.  | 〈Vendetta〉                    | 조디슨                             | 5:17      |
| 7.  | 〈Butcher's Hook〉              |                                    | 4:16      |
| 8.  | 〈Gehenna〉                     | 그레이, 조디슨                     | 6:53      |
| 9.  | 〈This Cold Black〉             |                                    | 4:42      |
| 10. | 〈Wherein Lies Continue〉       |                                    | 5:38      |
| 11. | 〈Snuff〉                       | 테일러                             | 4:36      |
| 12. | 〈All Hope Is Gone〉            | 그레이, 톰슨, 테일러, 루트, 조디슨 | 4:47      |

## 인증
| 국가                                                  | 인증     | 판매량/출하량 |
| ----------------------------------------------------- | -------- | ------------- |
| 오스트레일리아 (ARIA)                                 | 골드     | 35,000^       |
| 오스트리아 (IFPI 오스트리아)                          | 골드     | 10,000*       |
| 캐나다 (뮤직 캐나다)                                  | 플래티넘 | 80,000^       |
| 독일 (BVMI)                                           | 골드     | 100,000^      |
| 일본 (RIAJ)                                           | 골드     | 100,000^      |
| 뉴질랜드 (RMNZ)                                       | 골드     | 7,500^        |
| 노르웨이 (IFPI 노르웨이)                              | 골드     | 10,000*       |
| 러시아 (NFPF)                                         | 골드     | 10,000*       |
| 영국 (BPI)                                            | 골드     | 100,000^      |
| 미국 (RIAA)                                           | 플래티넘 | 1,000,000^    |
| *판매량을 기반으로 한 인증 ^출하량을 기반으로 한 인증 |          |               |